# Мајк Фланаган
Мајк Фланаган (енгл. Mike Flanagan; Сејлем, 20. мај 1978) амерички је филмаџија. Познат је по раду на хорор филмовима и телевизијским серијама, који су добили позитивне рецензије критичара због режије и неослањања на џамп скерове. Похвалили су га Стивен Кинг, Квентин Тарантино и Вилијам Фридкин.

## Биографија
Рођен је 20. маја 1978. године у Сејлему. Отац му је био у обалској стражи САД, те се породица често селила. Иако је кратко живео у Сејлему, овај град је оставио велики утисак на њега, те је задржао стално интересовање за суђења вештицама у Сејлему и друге повезане теме, као што су приче о духовима и хорор.
Био је у вези с глумицом Кортни Бел из филма Одсуство (2011), са којом има сина. Године 2016. оженио се глумицом Кејт Сигел, са којом има сина и ћерку.

## Филмографија

### Филм
| Година | Српски назив                    | Изворни назив | Потписан као | Потписан као | Потписан као | Потписан као | Напомене                      |
| Година | Српски назив                    | Изворни назив | редитељ      | сценариста   | монтажер     | продуцент    | Напомене                      |
| ------ | ------------------------------- | ------------- | ------------ | ------------ | ------------ | ------------ | ----------------------------- |
| 2006.  |                                 |               | Да           | Да           | напотписан   | Да           | кратки филм                   |
| 2011.  |                                 |               | Да           | Да           | Да           | Да           |                               |
| 2013.  | Окултно                         |               | Да           | Да           | Да           | Не           |                               |
| 2016.  | Тишина                          |               | Да           | Да           | Да           | Не           |                               |
| 2016.  | Пре буђења                      |               | Да           | Да           | Да           | Не           |                               |
| 2016.  | Призивање духова 2: Порекло зла |               | Да           | Да           | Да           | Не           |                               |
| 2017.  |                                 |               | Не           | Прича        | Не           | Извршни      | Индијски римејк филма Окултно |
| 2017.  | Џералдова игра                  |               | Да           | Да           | Да           | Не           |                               |
| 2019.  |                                 |               | Да           | Да           | Да           | Не           |                               |

### Телевизија
| Година     | Српски назив           | Изворни назив | Потписан као | Потписан као | Потписан као | Потписан као | Потписан као      | Напомене                                                           |
| Година     | Српски назив           | Изворни назив | Аутор        | Редитељ      | Сценариста   | Монтажер     | Извршни продуцент | Напомене                                                           |
| ---------- | ---------------------- | ------------- | ------------ | ------------ | ------------ | ------------ | ----------------- | ------------------------------------------------------------------ |
| 2005.      |                        |               | Не           | Не           | Не           | Помоћни      | Не                | документарна серија Такође сценариста епизоде: Како је ово могуће? |
| 2007.      |                        |               | Не           | Не           | Не           | Да           | Не                | документарна серија                                                |
| 2008.      |                        |               | Не           | Не           | Не           | Да           | Не                | ријалити-емисија                                                   |
| 2008.      |                        |               | Не           | Не           | Не           | Да           | Не                | документарна серија                                                |
| 2008—2009. |                        |               | Не           | Не           | Не           | Да           | Не                | документарна серија                                                |
| 2009.      |                        |               | Не           | Не           | Не           | Да           | Не                | ријалити-емисија                                                   |
| 2009.      |                        |               | Не           | Не           | Не           | Да           | Не                | ријалити-емисија                                                   |
| 2009—2010. |                        |               | Не           | Не           | Не           | Да           | Не                | ријалити-емисија                                                   |
| 2010.      |                        |               | Не           | Не           | Не           | Да           | Не                | ријалити-емисија                                                   |
| 2010.      | Лудница у Кливленду    |               | Не           | Не           | Не           | Да           | Не                | епизода: Иза луднице                                               |
| 2018.      | Проклетство куће Хил   |               | Да           | Да           | Да           | Да           | Да                | 10 епизода Монтажер епизоде: Стивен је видео духа                  |
| 2020.      | Проклетство имања Блај |               | Да           | Да           | Да           | Да           | Да                |                                                                    |
| 2021.      | Поноћна миса           |               | Да           | Да           | Да           | Да           | Да                |                                                                    |
| 2022.      | Поноћни клуб           |               | Да           | Да           | Да           | Да           | Да                |                                                                    |
| 2023.      | Пад куће Ашера         |               | Да           | Да           | Да           | Да           | Да                |                                                                    |